# Шифонс
„Шифонс“ (на английски: The Chiffons) е рокендрол музикална група в САЩ. Основана е в район Бронкс, Ню Йорк през 1960 г.

## История
Групата е съставена първоначално от: Джуди Крейг, Патриша Бенет и Барбара Лий в училището „Джеймс Монро“ в Бронкс през 1960 г. като женско трио. Две години по късно композитора Роналд Мак предлага на групата да приема Силвия Питърсън, която до този момент вече е пяла с групата „Little Jimmy & The Tops“ хитове като – „Say You Love Me“. През 60-те години на миналия век Силвия Питърсън поема по-важната роля в групата като основен вокал в парчета като „Why Am I So Shy“, „Strange“, „Strange Feeling“, „The Real Thing“, „Up On The Bridge“ и „My Block“ (написани от Джими Радклиф, Карл Спенсър и Берт Бернс).
Шифонс записват първия си сингъл „He's So Fine“, написан от Рони Мак и продуциран от „The Lion Sleeps Tonight“ в музикалната звукозаписна компания „Laurie Records“. Той става номер 1 в САЩ, продава се в над един милион копия и е награден със златен диск. През същата 1960 г. Шифонс започват турнета обикаляйки САЩ, и в рамките само на няколко месеца групата издава и втория си хит „One Fine Day“. През 1963 г. Шифонс записват в „Laurie Records“ още два сингъла: „Sweet Talkin' Guy“ и „I Have A Boyfriend“.
След като издават серия от хитове през 1964 г. Шифонс имат известни проблеми с финансирането, но все пак продължават да обикалят САЩ с Мъри Кизъм и Джийн Пити като част от пакетни турнета и концерти. В средата на 1965 г. те записват в „Laurie Records“ новият си хит „Nobody Knows What's Going On In My Mind But Me“. Следващият Топ 10 хит на Шифонс е „Sweet Talking Guy“ в средата на 1966 г. което позволява на квартета да обиколи Англия и Германия. Появяват се за първи път и в един от клубове в Лондон където членове на Бийтълс (на английски: The Beatles) и Ролинг Стоунс (на английски: The Rolling Stones) са били сред публиката.
Следват няколко незначителни хитове за Шифонс до 1968 година, поради непрекъснатите им турнета и липса на финансиране. Джуди Крейг напусна групата преди 1970 г. а оставащото трио продължава да прави на живо концерти със Силвия Питърсън. Тя е постоянният водещ певец но накрая когато и тя си тръгва, мястото и бива заето от редуващи се приятели на групата.
През 1970 г. Джордж Харисън записва песента „My Sweet Lord“ чиито явни музикални прилики с хита „He's So Fine“ на Шифонс подтикват Рони Мак да подаде иск за нарушаване на авторските права. По късно през 1975 г. Шифонс записват и „My Sweet Lord“, а съдията по делото открива че Джордж Харисън е плагирал предишната песен на Шифонс. Дж. Харисън в крайна сметка губи делото като той е трябвало да изплати почти 600 000 долара на Рони Мак.
Силвия Питърсън се завръща в Шифонс през 80-те. а на 15 май 1992 г. Барбара Лий умира от сърдечен удар на 44-годишна възраст. Джуди Крейг се връща в групата, а Силвия Питърсън се оттегля скоро след това и е заменена от Кони Харви която вече се е била отказала от соловата си кариера. Патриша Бенет окончателно се е оттеглила от групата. 

## Дискография

### Албуми
| - 1963 „He's So Fine“ запис в „Laurie Records“ (US #97) 1. „He's So Fine“ 2. „Will You Still Love Me Tomorrow“ 3. „Oh My Lover“ 4. „Why Do Fools Fall in Love“ 5. „My Block“ 6. „ABC-123“ 7. „Lucky Me“ 8. „Why Am I So Shy“ 9. „See You in September“ 10. „Wishing“ 11. „Mystic Voice“ 12. „When I Go to Sleep at Night“ | - 1963: „One Fine Day“ запис в „Laurie Records“ 1. „One Fine Day“ 2. „It's My Party“ 3. „The Loco-Motion“ 4. „Tonight I Met an Angel“ 5. „Only My Friend“ 6. „Da Doo Ron Ron“ 7. „I Wonder Why“ 8. „Foolish Little Girl“ 9. „I'm Going to Dry My Eyes“ 10. „Did You Ever Go Steady“ 11. „When Summer's Through“ 12. „Love Is Like a Merry Go Round“ 13. „My Boyfriend's Back“ | - 1966: „Sweet Talkin' Guy“ запис в „Laurie Records“ (US #149) 1. „Sweet Talkin' Guy“ 2. „Up On the Bridge“ 3. „Nobody Knows What's Going On“ 4. „Thumbs Down“ 5. „Just a Boy“ 6. „Down Down Down“ 7. „Out of This World“ 8. „My Boyfriend's Back“ 9. „Open Your Eyes“ 10. „March“ 11. „Keep the Boy Happy“ 12. „See You in September“ | - 1970: „My Secret Love“ запис в „B.T. Puppy Records“ 1. „Secret Love“ 2. „You're The Love Of A Lifetime“ 3. „Soul“ 4. „I Don't Deserve A Boy Like You“ 5. „Strange Strange Feeling“ 6. „Now That You're My Baby“ 7. „The First And Last“ 8. „Remember Me Baby“ 9. „It Hurts To Be Sixteen“ 10. „Every Boy And Every Girl“ |

### Сингли
| - 1963: „He's So Fine“/„Oh My Lover“ (US #1, UK #16) - 1963: „Lucky Me“/„Why Am I So Shy“ - 1963: „One Fine Day“/„Why Am I So Shy“ (US #5, UK #29) - 1963: „A Love So Fine“/„Only My Friend“ (US #40) - 1963: „I Have a Boyfriend“/„I'm Gonna Dry My Eyes“ (US #36) - 1964: „Sailor Boy“/„When The Summer Is Through“ (US #81) | - 1964: „Easy To Love“/„Tonight I Met An Angel“ - 1964: „What Am I Gonna Do With You (Hey Baby)“/„Strange, Strange Feeling“ - 1965: „Nobody Knows What's Goin' On (In My Mind But Me)“/„Did You Ever Go Steady“ (US #49) - 1965: „Nobody Knows What's Goin' On (In My Mind But Me)“/„The Real Thing“ - 1965: „Tonight I'm Gonna Dream“/„Heavenly Place“ | - 1966: „Out of This World“/„Just A Boy“ (US #67) - 1966: „Stop, Look and Listen“/„March“ (US #85) - 1966: „Sweet Talkin' Guy“/„Did You Ever Go Steady“ (US #10, UK #31) (UK#4 1972) - 1966: „My Boyfriend's Back“/„I Got Plenty Of Nuttin'“ - 1967: „If I Knew Then“/„Keep The Boy Happy“ | - 1968: „Up on the Bridge“/„March“ - 1968: „Just For Tonight“/„Teach Me How“ - 1969: „Love Me Like You're Gonna Lose Me“/„Three Dips Of Ice Cream“ - 1970: „So Much in Love“/„Strange Strange Feeling“ - 1975: „My Sweet Lord“/„Main Nerve“ - 1976: „Dream Dream Dream“/„Oh My Love“ |

### Компилации
- 1974: „Everything You Always Wanted to Hear by the Chiffons but Couldn't Get“
- 1979: „The Chiffons Sing the Hits of the 50's & 60's“
- 2004: „Absolutely The Best!“
- 2006: „Sweet Talkin' Girls“